# Bahnhof Tanjung Aru
Der Bahnhof Tanjung Aru ist ein kombinierter Kopf- und Durchgangsbahnhof der Sabah State Railway im Bundesstaat Sabah, Malaysia.
Er liegt am Streckenkilometer 5,8 der eingleisigen Strecke Tanjung Aru–Tenom. Der normale Passagierverkehr endet als Kopfbahnhof am Bahnhof Tanjung Aru, während Betriebsfahrten bis zum Betriebshaltepunkt „Sekretariat“ bei Kilometer 2,0 fortgeführt werden können. Der Bahnhof wird auch in offiziellen Bezeichnungen mit „Tg Aru“ abgekürzt.

## Geschichte

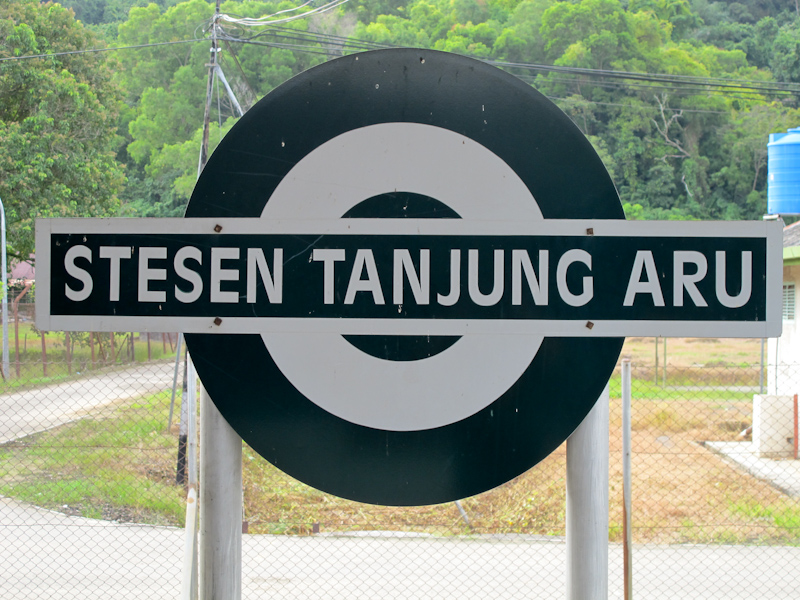
Stationsschild Tanjung Aru

Die Strecke von Beaufort nach Jesselton, dem heutigen Kota Kinabalu sowie der zugehörigen Einrichtungen wurde von der George Pauling & Company im Auftrag der North Borneo Chartered Company gebaut und 1903 fertiggestellt. Historische Photographien im Nationalmuseum von Sabah in Kota Kinabalu zeigen, dass die damaligen Bahnhöfe in der Regel aus einer schilfgrasgedeckten Holzhütte bestanden.
2007 war die gesamte Strecke wegen Wartungs- und Instandhaltungsarbeiten außer Betrieb. In diesem Zusammenhang wurden auch alle Bahnhöfe am Streckenabschnitt Tanjung Aru–Beaufort in einheitlichem Stil renoviert oder neuerrichtet. Die Bahnstrecke wurde am 21. Februar 2011 wiedereröffnet.

## Anlagen
Das Bahnhofsgebäude beherbergt auch die Verwaltung der Sabah State Railway und liegt außerhalb des Stadtzentrum von Kota Kinabalu in der Nähe des Flughafens.
Zum Bahnhof gehören das Depot und die Betriebswerkstätten der Sabah State Railway.
Einer der drei Bahnsteige ist für den Betrieb der historischen North Borneo Railway reserviert. Wenn die historischen Vulcan Dampflokomotiven zu touristischen Zwecken betrieben werden, wird auf dem Bahnhofsgelände ein spezieller Fahrkartenschalter im kolonialen Stil geöffnet.

## Bildergalerie

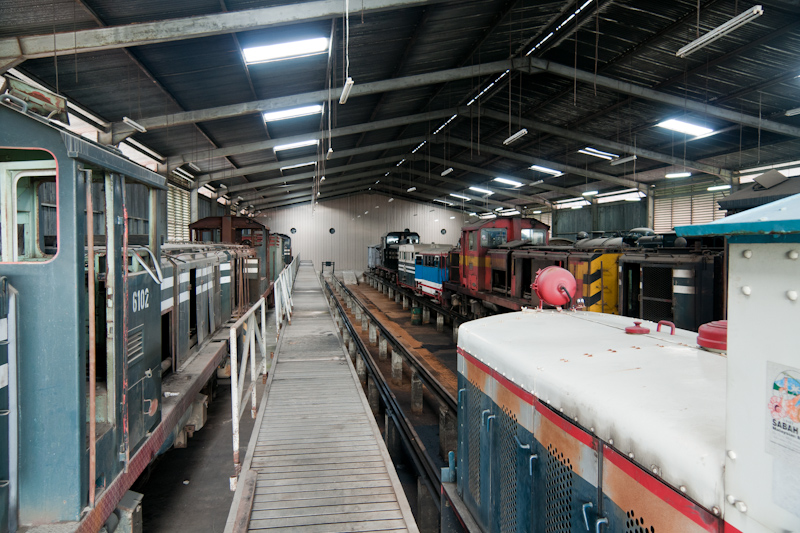
Eisenbahndepot von Tanjung Aru
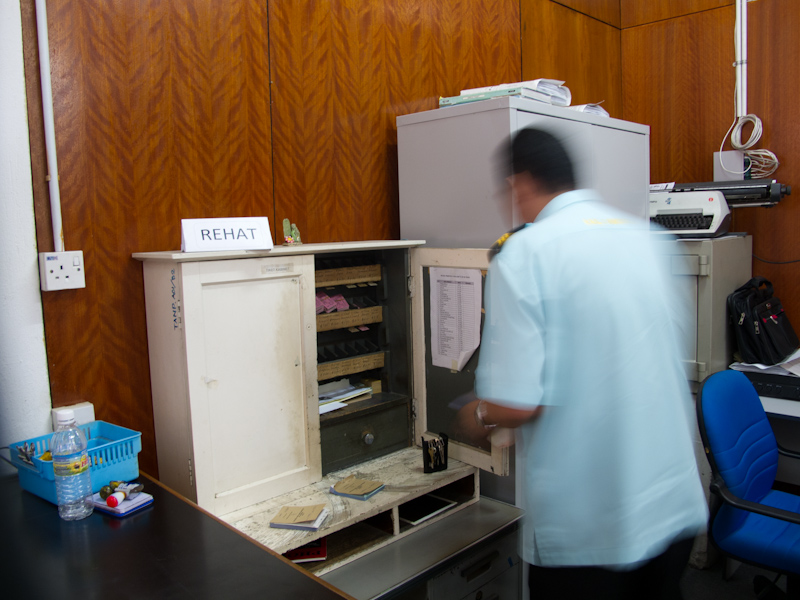
Fahrkartenschalter Bahnhof Tanjung Aru
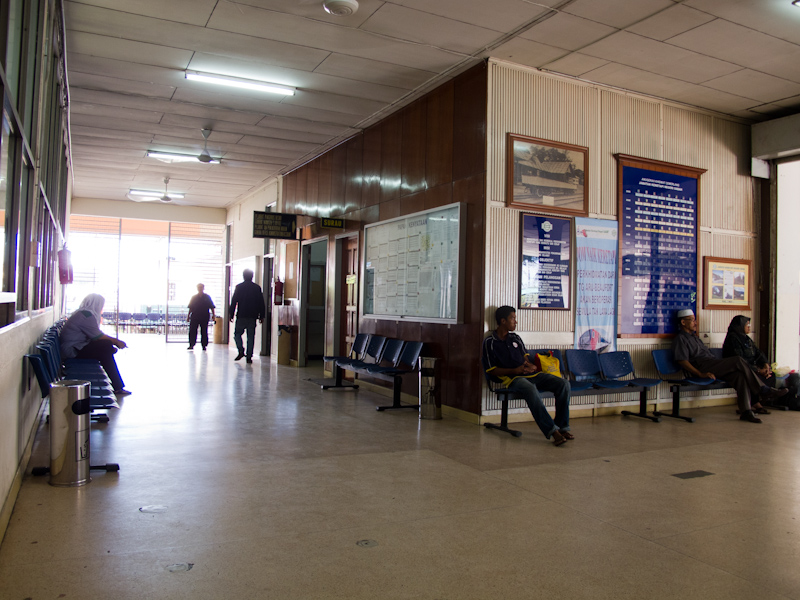
Wartesaal im Bahnhof Tanjung Aru
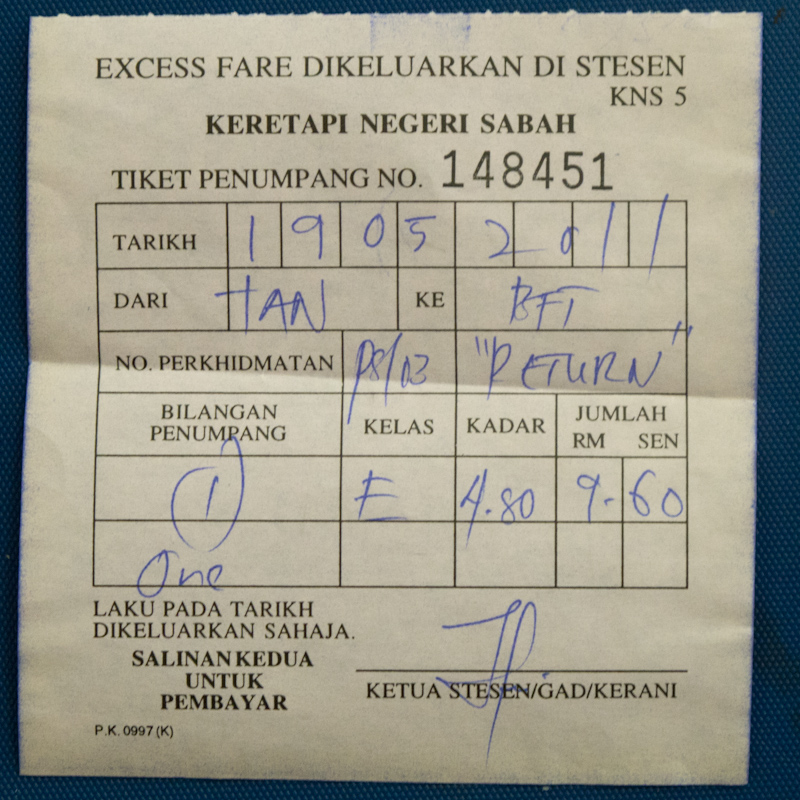
Rückfahrkarte Tg Aru – Beaufort